# Крвопијци
„Крвопијци“ је југословенски телевизијски филм из 1989. године. Режирао га је Дејан Шорак, који је написао и сценарио за филм. 

## Радња
Загребачке улице су пусте, јер колају приче о вампиру који напада усамљене жене. У психијатријску ординацију доктора Франца Глоговеца, у усамљеној вили на Горњем гарду, долази ноћни посетилац Теобалд Мајер, уверен да је он вампир из 16. века, те да је породица Голговеца некада била чувена по ловцима на вампире. Франц га, доживљава као ексцентрика, али његова супруга Барбара, којој се дошљак допадне, друкчијег је мишљења. У међувремену, у Францовој вили настањују се и двојица рођака, Јамбрек и Јурек, који се и нехотице уплету у тај хаос.

## Улоге
| Глумац                 | Улога                        |
| ---------------------- | ---------------------------- |
| Данило Лазовић         | Доктор Франц Голговец        |
| Ксенија Маринковић     | Барбара                      |
| Маро Мартиновић        | Теоболд Мајер                |
| Семка Соколовић-Берток | Јалжа                        |
| Звонимир Торјанац      | Јамбрек                      |
| Данко Љуштина          | Јурек                        |
| Ранко Зидарић          | Стјепан Бродски              |
| Златко Витез           | Бјелински                    |
| Асја Поточњак          | Непозната жена               |
| Витомира Лончар        | Библиотекарка                |
| Звонко Стрмац          | Психијатар                   |
| Бранко Боначи          | Професор хемије              |
| Крешимир Зидарић       | Милиционер у ботаничком врту |
| Владимир Облешчук      | Милиционер                   |
| Илија Ивезић           | Дракулић                     |
| Хермина Пипинић        | Тамара Баумфелд              |
| Лена Политео           | Секретарица                  |

## Занимљивост
- Ксенија Маринковић се први пут појавила у дугометражном филму.